# Histereza (zjawisko społeczne)
Histereza – zjawisko społeczne występujące w gospodarce i polegające na tym, że długookresowa równowaga w gospodarce jest uzależniona od zjawisk, które pojawiły się w krótkim okresie. Bardzo dobrze zjawisko histerezy można wyjaśnić obserwując rynek pracy i pojawiające się na nim bezrobocie.

Na wykresie przedstawiono funkcję podaży pracy (skłonności do podjęcia pracy) AJ oraz funkcję popytu na pracę LD. W tym modelu zakłada się, że są one od siebie niezależne, ale zależne od poziomu płac realnych. Oznacza to m.in., że liczba osób skłonnych do podjęcia pracy przy różnej wysokości płacy realnej nie zależy od położenia krzywej LD. Założenie to jednak nie musi odpowiadać rzeczywistości. Punktem równoważącym rynek pracy jest początkowo punkt E. Przy zmianie położenia krzywej popytu z LD do LD’ i krzywej podaży z AJ do AJ’ ustala się nowa równowaga – punkt F. Jednak w przypadku ponownego przesunięcia się krzywej popytu do położenia LD, równowaga nie powraca do punktu E, ale stabilizuje się w punkcie G.

## Przyczyny występowania zjawiska histerezy
W gospodarce występuje histereza, gdy jej równowaga długookresowa zależy od ścieżki zmian zachodzących w niej w krótkim okresie. W końcu lat 80. za pomocą koncepcji histerezy ekonomiści próbowali wyjaśniać przyczyny wysokiego, uporczywego bezrobocia trapiącego Europę Zachodnią. Oto najczęściej formułowane hipotezy dotyczące możliwych kanałów oddziaływania histerezy.

## Rozróżnienie swoi-obcy (ang.insider–outsider)
„Swoi” to są osoby pracujące, natomiast „obcy” to osoby bezrobotne. Płaca jest wynikiem negocjacji i porozumienia między pracodawcami i pracobiorcami. W wyniku recesji część „swoich” traci pracę i przechodzi na stronę „obcych”. Gdy jednak po okresie recesji pojawia się ożywienie, „swoi”, wywierając wpływ na pracodawców, domagają się podwyższenia płac. W wyniku ich podwyżki pracodawcy chcą zatrudnić mniej nowych osób, dlatego krzywa podaży pracy nie przesunie się z powrotem do położenia AJ, ale zatrzyma się gdzieś pomiędzy AJ i AJ’ a nowa równowaga będzie w punkcie F. Koncepcję tę wyznają m.in. Assar Lindbeck, Olivier Blanchard i Larry Summers.

## Zniechęceni pracownicy
Po początkowej równowadze w punkcie E, w wyniku recesji, przesuwa się ona do punktu G. Im dłuższa jest recesja, tym bardziej ludzie stają się zniechęceni poszukiwaniem pracy i nawet gdy gospodarka ponownie się ożywi, to mniej z nich będzie chciało podjąć pracę i nowa równowaga będzie w punkcie F. Wynika to z bierności osób zmęczonych długotrwałym szukaniem pracy w okresie recesji. Zwolennikiem tej koncepcji jest Richard Layard.

## Poszukiwania i niedopasowanie
W okresie ożywionej gospodarki, gdy bezrobocie jest małe, pracownicy i pracodawcy są bardzo selektywni w stosunku do siebie. Pracodawcy szukają najlepszych pracowników, a oni najkorzystniejszej oferty. W recesji natomiast i jedni i drudzy obniżają swoją aktywność, a także selektywność. Pracodawcy chcą zatrudniać mniej osób, a pracownicy nie chcą z kolei tracić czasu na długotrwałe poszukiwania. Dlatego gdy popyt wróci do poziomu sprzed recesji, ani pracodawcy ani pracobiorcy nie będą zainteresowani odbudowaniem wcześniejszej aktywności, a równowaga ponownie znajdzie się w punkcie F. Zwolennikiem tej koncepcji jest Chris Pissarides.

## Zasób kapitału rzeczowego
W okresie ożywionej gospodarki przedsiębiorstwa posiadają duże zasoby kapitału i potrzebują dużej liczby pracowników. Kiedy jednak przychodzi recesja chcą one zacząć oszczędzać i dlatego zmniejszają inwestycje i zwalniają siłę roboczą. Po ponownym ożywieniu gospodarki, gdy kapitał jest poważnie niższy, przedsiębiorstwa nie będą zainteresowane przywracaniem stanu zatrudnienia do poprzedniego, dlatego przy zmniejszonym popycie na pracę, który jest funkcją krańcowego produktu pracy, nowa równowaga ustabilizuje się w punkcie F.

## Skutki zjawiska histerezy dlapolityki gospodarczej
Powyżej przedstawione przykłady pokazują, że krótkookresowe zmniejszenie popytu może przynieść długoterminowe skutki w postaci trwałego spadku zatrudnienia i produkcji oraz wzrostu naturalnej stopy bezrobocia. Zjawisko to ma dwie implikacje dla polityki gospodarczej:
1. Próby zwiększania popytu globalnego mogą okazać się niebezpieczne jako sposób rozwiązania problemu bezrobocia, gdyż skutkiem tego może być duża inflacja. Jest to tym bardziej niebezpieczne, im dłuższy okres późniejszych dostosowań, a zmiany popytu globalnego takich wymagają.
2. Ważne jest także, żeby nie dopuszczono do spadku popytu, gdyż tylko dzięki rozsądnemu zarządzaniu popytem gospodarka może powrócić do stanu poprzedniej równowagi.